# Hermann Dechent

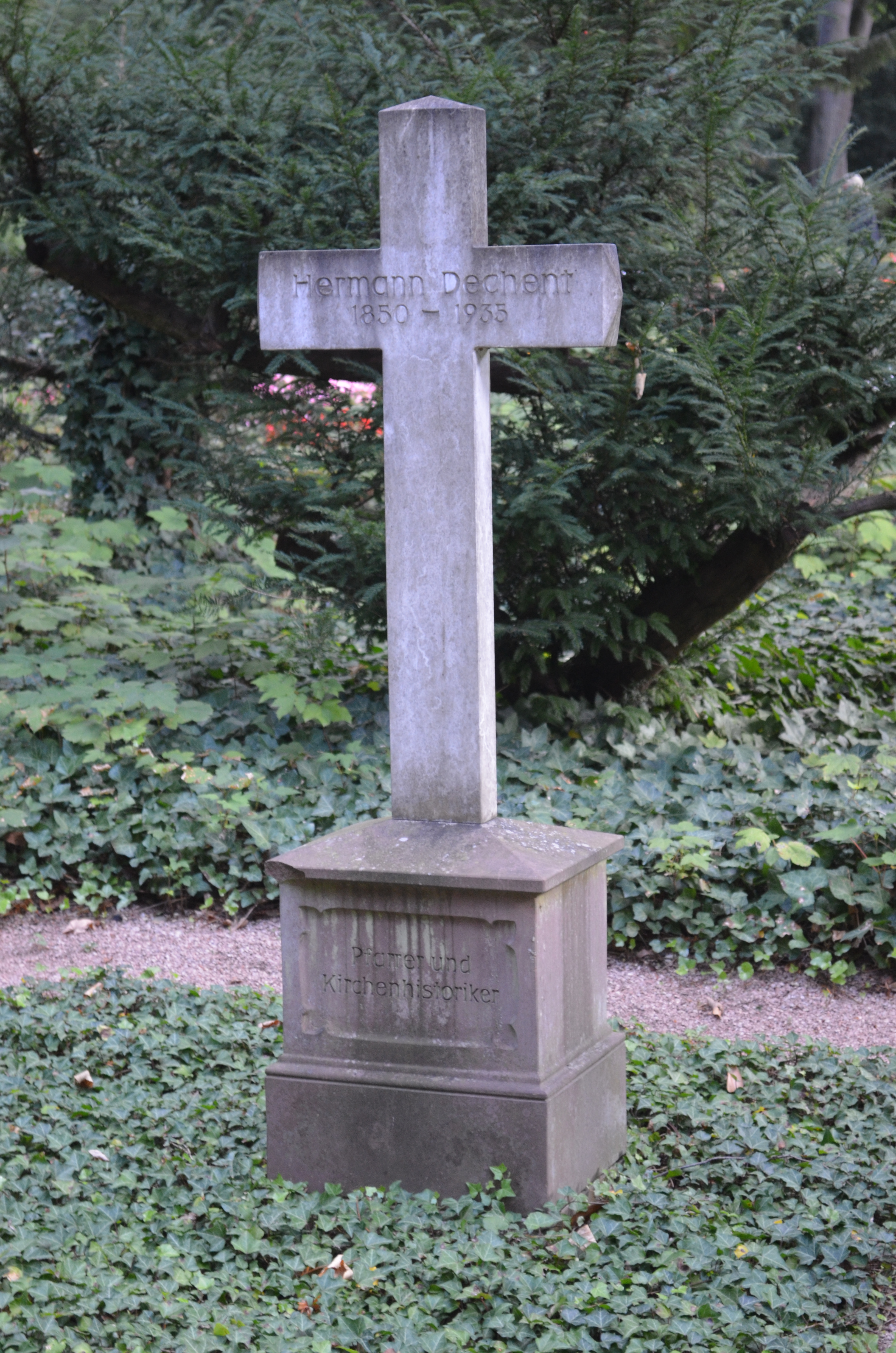
Ehrengrab von Hermann Dechent auf dem Frankfurter Hauptfriedhof

Georg Jacob Friedrich Paulus Hermann Dechent (* 15. September 1850 in Westhofen; † 19. November 1935 in Frankfurt am Main) war ein deutscher lutherischer Theologe und Pfarrer.

## Leben
Dechent wurde am 15. September 1850 in Westhofen als Sohn des Pfarrers Johannes Dechent (1789–1873) und seiner Frau Marie Wilhelmine geb. Kloß (1817–1901) geboren. Da seine Frau eine Tochter des Frankfurter Arztes und Inkunabelnsammlers Georg Kloß war, erwarb Johannes Dechent mit der Heirat das Bürgerrecht der Freien Stadt Frankfurt. Im Stammbaum von Marie Wilhelmine Kloß finden sich zahlreiche alteingesessene Frankfurter Familien, darunter Lindheimer, Steitz und Goethe.
Hermann Dechent besuchte von 1856 bis 1859 die Volksschule in Westhofen. Von 1859 bis 1863 erhielt er Privatunterricht von seinen Eltern, bevor er Ostern 1863 in die Untersekunda des Großherzoglichen Gymnasiums Worms eintrat. Mit 16 Jahren bestand er dort 1866 die Reifeprüfung, besuchte anschließend aber noch für ein Jahr die Oberprima des Frankfurter Gymnasiums, um dort ein auch in Preußen gültiges Reifezeugnis zu erwerben. 1868 begann er das Theologiestudium in Heidelberg, 1869 wechselte er nach Göttingen. Dort wurde er 1869 Mitglied der Schwarzburgbund-Verbindung Burschenschaft Germania.
Im Herbst 1871 legte er sein erstes Theologisches Examen in Frankfurt ab, im Herbst 1872 das zweite. Weihnachten 1872 wurde er durch Senior König ordiniert und trat eine Stelle als Prediger am Versorgungshaus in der Hammelsgasse an. Gleichzeitig diente er von September 1871 bis Ende 1872 als Hauslehrer des Freiherrn von Leonhardi in Frankfurt, von 1873 bis April 1875 im Hause des Druckereibesitzers August Osterrieth.
1873 wurde er an der Universität Jena mit einer Dissertation über Das I., II. und XI. Buch der sibyllinischen Weissagungen zum Dr. phil. promoviert.
Am 5. Oktober 1879 wurde Dechent zum Pfarrer an der Paulskirche gewählt. 1891 wechselte er an die Weißfrauenkirche wegen stimmlicher Probleme mit der schlechten Akustik der Paulskirche. 1896 veranlasste er die Gründung eines Kirchenbau-Vereins. Die in der westlichen Altstadt gelegene Weißfrauenkirche war damals viel zu klein geworden für die wachsende Gemeinde in den neu entstandenen westlichen Stadtvierteln Bahnhofsviertel und Gallus. Zunächst entstand eine Notkirche in der Niddastraße, 1909 die Friedenskirche im Gallus. 1897 wurde er Mitglied der Frankfurter Schuldeputation, 1906 Mitglied des königlichen Konsistoriums der Evangelischen Kirche Frankfurt am Main.
Am 1915 promovierte ihn die Theologische Fakultät der Universität Marburg zum Doktor theologiae. Am 1. April 1924 trat er nach 52 Jahren Dienstzeit in den Ruhestand. Er starb am 19. November 1935 und wurde auf dem Frankfurter Hauptfriedhof bestattet. Das Grab auf Gewann A ist ein Ehrengrab. Sein Nachlass befindet sich im Institut für Stadtgeschichte.
Neben seiner Tätigkeit im Dienst der evangelischen Kirche verfasste Dechent zahlreiche wissenschaftliche Arbeiten auf dem Gebiet der Kirchengeschichte und der Literaturwissenschaft, z. B. zur Goethe-Forschung. Seit 1879 gehörte er dem Vorstand des Frankfurter Vereins für Geschichte und Altertumskunde an, seit 1888 gab er den Frankfurter Kirchenkalender heraus.

### Familie
Dechent heiratete am 17. September 1878 die Frankfurter Bürgerstochter Rosa Finger, die wie er aus einer alteingesessenen Familie stammte. Zu ihren Vorfahren zählten die Lindheimer, Textor, Staedel, Starck und Goethe. Mit seiner Frau hatte er drei Kinder:
- Johanna (* 2. Juli 1879)
- Caroline Helene (* 2. Juli 1883)
- Friedrich Carl Ludwig (* 9. Juni 1885)

## Werke
Dechent gab im Laufe seines Lebens rund 4000 Veröffentlichungen heraus. Sein bedeutendstes Werk ist die Kirchengeschichte von Frankfurt am Main seit der Reformation, erschienen in zwei Bänden 1913 und 1921. Der erste Band umfasst die Zeit von der Reformation bis 1618, der zweite Band von 1618 bis zum Ersten Weltkrieg. Weitere Arbeiten zur Frankfurter Kirchengeschichte sind die 1885 erschienene Geschichte der von Antwerpen nach Frankfurt am Main verpflanzten niederländischen Gemeinde Augsburger Konfession und die 1892 erschienene Entwicklung des kirchlichen Lebens in Frankfurt am Main.
Unter seinen literaturgeschichtlichen Werken sind hervorzuheben: Goethes schöne Seele Susanna Katharina von Klettenberg (1896) und Pfarrer Passavant, ein Jugendfreund Goethes (1897).
Darüber hinaus verfasste er eine Aphorismensammlung (Was mich das Leben gelehrt, 1927), zahlreiche Gedichte und mehrere Dramen (Luthertage in Frankfurt am Main, ein Reformationsspiel von 1899; Bühnenfassung von Turbo oder der irrende Ritter vom Geist) sowie 18 Artikel für die Allgemeine Deutsche Biographie.